# РЖД Логистика
«РЖД Логистика» — российская транспортная и логистическая компания, занимающаяся внутрироссийскими и международными железнодорожными, а также мультимодальными перевозками. Образована в 2010 году. Центральный офис компании расположен в Москве. Дочернее предприятие ОАО «РЖД».
Участник  ассоциации Евразийская Агрологистика 

## История
АО «РЖД Логистика» создано 19 ноября 2010 года для оказания комплексных экспедиторских и логистических услуг.
Появление компании стало очередным этапом развития транспортно-логистического блока холдинга «РЖД» и результатом перехода от модели «ОАО «РЖД» – перевозчик» к модели «холдинг «РЖД» – транспортно-логистическая компания».
«РЖД Логистика» вошла в транспортно-логистический бизнес-блок РЖД наряду с такими компаниями, как ООО «Блэк Си Феррис Лимитед», ЖЕФКО, ОАО «Рефсервис», ОАО «Русская тройка», ТЛЦ «Белый Раст», Транс-Евразия ЛоджистиксГмбХ и др. В целях исключения внутрихолдинговой конкуренции деятельность дочерних предприятий РЖД была диверсифицирована исходя из выделенного в их активы имущества холдинга. При этом «РЖД Логистика» является профильной компанией, работающей в сфере оказания услуг в области логистического сопровождения процессов перемещения грузов, проектирования и реализации проектов комплексной логистики.
В 2011 году появились первые девять филиалов компании, в том числе во Владивостоке, Новосибирске, Екатеринбурге, Нижнем Новгороде, Ростове-на-Дону и Санкт-Петербурге. В этом же году компания стала членом международной ассоциации «Координационный Совет по Транссибирским перевозкам».
Акционеры «РЖД Логистики» к концу 2011 года – ОАО «РЖД» (100% минус 1 акция) и ОАО «Баминвест» (1 акция).
В настоящее время акционерами компании являются АО «ОТЛК Логистика» (100% минус 1 акция)  и АО «КРП-инвест» (1 акция).
За первый год работы компания обработала 1,4 млн тонн грузов. В 2019 году объем обработанных грузов составил более 50 млн тонн.

## Финансовые показатели
В 2017 году чистая прибыль компании составила 1,08 млрд рублей, объем обработанных грузов — 61 млн тонн (5 % нагрузки на сети железных дорог России).
В 2018 году чистая прибыль — 1,3 млрд рублей.
В 2019 году чистая прибыль - 0,5 млрд рублей.

## Деятельность
АО «РЖД Логистика» осуществляет перевозки по международным транспортным коридорам «Восток-Запад» и «Транспортный коридор Север — Юг|Север-Юг».
Транзитные перевозки по МТК «Восток-Запад» проходят по трем основным маршрутам:
- через РФ — погранпереход Забайкальск;
- через Монголию — погранпереход Наушки;
- через Казахстан — погранпереходы Достык, Алтынколь

В 2018 году компания запустила отправки по международному транспортному коридору Вьетнам — Россия — Вьетнам и регулярные еженедельные импортные и экспортные отправки грузов в багажных вагонах по маршруту: Пекин — Москва / Москва — Пекин за 6 суток.
«РЖД Логистика» в 2018 году приступила к реализации ряда тестовых мультимодальных перевозок через Транссибирскую магистраль грузов из Японии в Россию в контейнерах, оснащенных датчиками температуры, уровня влажности и вибрации.
Компания занимается организацией цепей поставок, комплексным логистическим обслуживанием промышленных предприятий, хранением и экспедированием груза, а также перевозками мелких партий грузов.
В 2019 году на долю «РЖД Логистики» приходилось 14 % рынка 3PL-логистики России (показатель рассчитан отделом развития бизнеса АО «РЖД Логистика» на основе данных агентства M.A. Research).

## Структура
АО «РЖД Логистика» представлено 11 филиалами и  23 обособленными подразделениями в России, пятью дочерними обществами, совместными предприятиями за рубежом, в том числе в Австрии, Германии, Латвии, Китае, Польше и Чехии.

В штате компании работает около 1000 человек.

## Спонсорство
«РЖД Логистика» реализует несколько проектов, в рамках которых обеспечивает финансовую поддержку следующих спортивных клубов:
- Хоккейный клуб «Локомотив» (Ярославль)[10],
- Футбольный клуб «Локомотив» (Москва)[11],